# Bitternuss

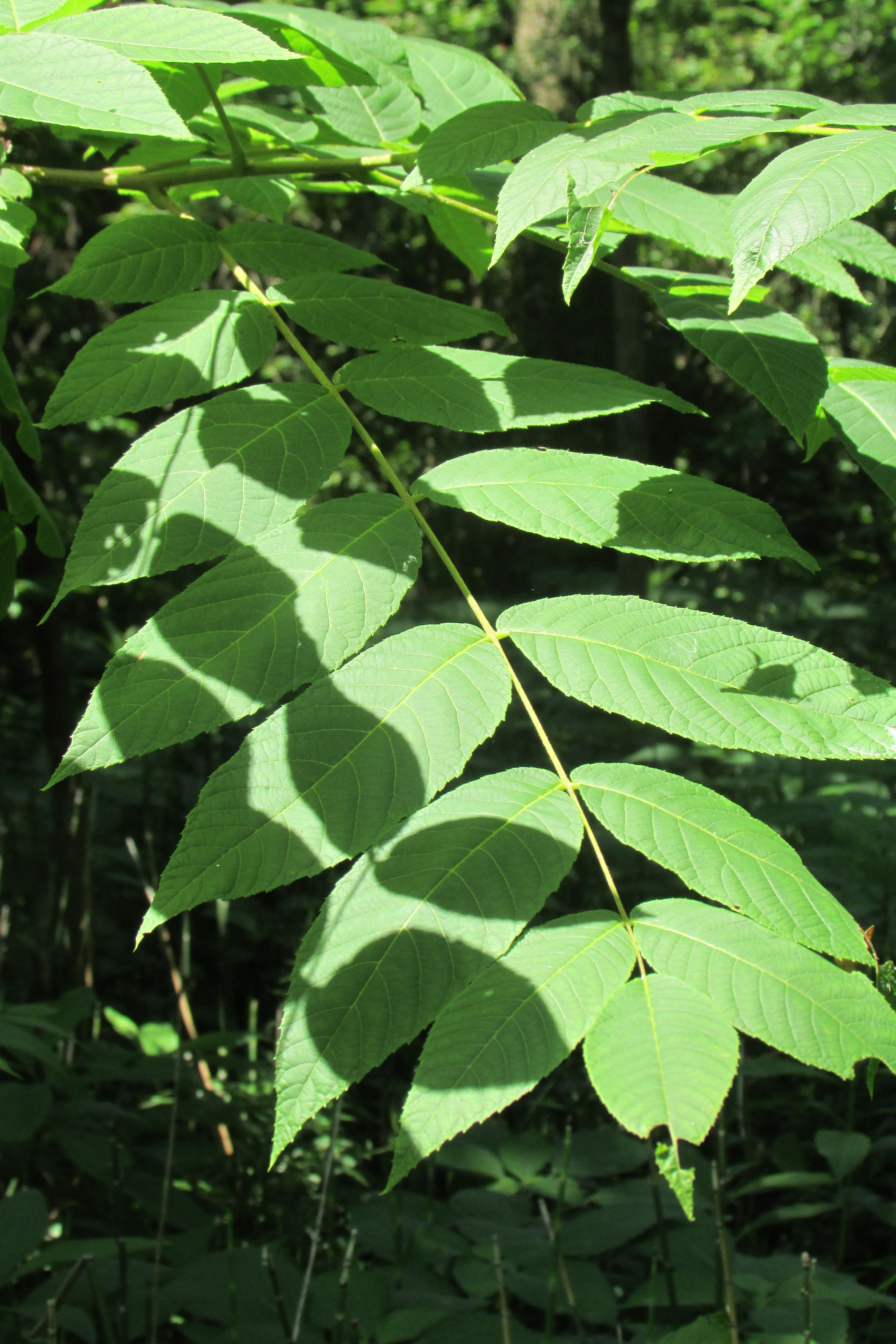
Laubblatt

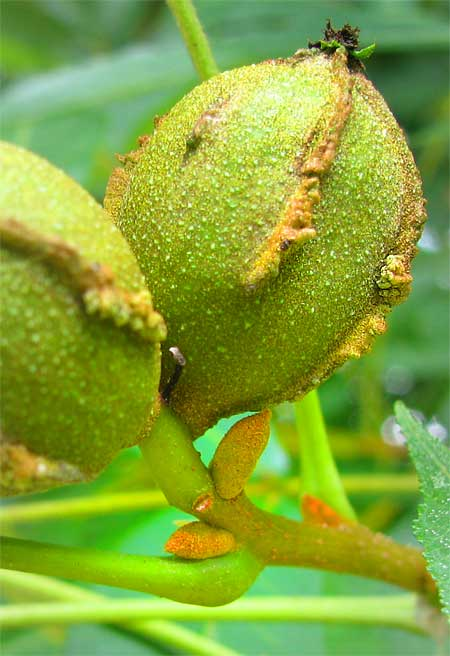
Frucht

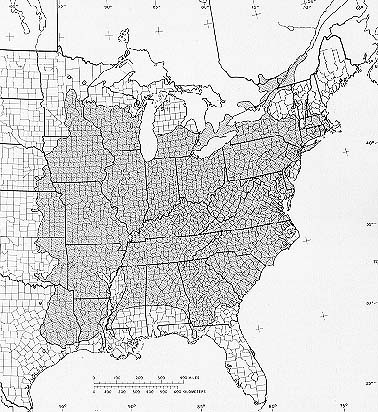
Verbreitungsgebiet der Bitternuss

Die Bitternuss (Carya cordiformis) ist ein großer Laubbaum aus der Gattung der Hickory. Das Verbreitungsgebiet reicht vom Osten Kanadas über den Osten der USA bis nach Florida. 

## Beschreibung
Die Bitternuss ist ein laubabwerfender bis über 35 Meter, selten bis über 45 Meter hoher Baum mit braun-grauer, furchiger Borke, die sich teils in gröberen Schuppen ablöst. Der Stammdurchmesser erreicht über 1,2 Meter, selten über 1,7 Meter. Junge Zweige sind rostbraun behaart und werden später kahl und bräunlich glänzend. Die Endknospen sind länglich, meist 10 bis selten 19 Millimeter lang, schwefelgelb und mit zahlreichen Drüsenschuppen bedeckt. Die seitlichen, achselständigen Knospen werden durch zwei Vorblätter geschützt.
Die wechselständigen, gestielten und unpaarig gefiederten Laubblätter werden bis 40 Zentimeter lang und sind aus 7 bis 9, selten ab 5 bis 13 Fiederblättchen zusammengesetzt. Die Blättchen sind bis 19 Zentimeter lang und bis 7 Zentimeter breit, eiförmig bis elliptisch, zugespitzt mit spitzer bis stumpfer Basis und gesägtem Rand. Die seitlichen Blättchen haben kurze bis 1 Millimeter lange Stiele, das Endblättchen steht auf einem 2 bis 8 Millimeter langen Stiel. Die Blättchenoberseite ist mittelgrün und kahl, die Unterseite hellgrün und bei jungen Blättern vor allem am Hauptnerv behaart. Die Blattspindel und der 3 bis 7 Zentimeter lange Stiel sind ebenfalls anfangs behaart. Die Herbstfärbung der Blätter ist goldgelb.
Als Früchte werden Nüsse gebildet, die in Gruppen von zweien oder dreien stehen. Die Nüsse sind birnenförmig bis kugelig, 2 bis 3,5 Zentimeter groß und von einer 2 bis 3 Millimeter dicken Fruchthülle umgeben. Die Fruchthülle springt bei Reife an vier Leisten bis knapp über die Mitte auf. Die Nüsse sind hellbraun, dünnschalig, fein gerillt, rundlich und zugespitzt. Die Samen schmecken bitter. 
Die Chromosomenzahl beträgt 2n = 32.

## Verbreitung und Standort
Das natürliche Verbreitungsgebiet liegt im Osten von Nordamerika und erstreckt sich von Ontario und Quebec im Osten Kanadas über den Nordosten der USA bis in den Südosten der USA und nach Texas. 
Die Bitternuss ist wahrscheinlich die häufigste und am gleichmäßigsten verteilte Hickory-Art Nordamerikas. Sie wächst in Laubmischwäldern in Auen und an Flussufern in Höhen bis etwa 600 Metern, die besten Bestände liegen in den fruchtbaren Niederungen des Ohio und seiner Nebenflüsse. Die Bitternuss wächst auf frischen bis feuchten, schwach sauren bis alkalischen Böden aus Sand, Kies oder Schotter an sonnigen Standorten. Die Art ist frosthart.

## Systematik
Die Bitternuss (Carya cordiformis) ist eine Art aus der Gattung der Hickorynüsse (Carya) in der Familie der Walnussgewächse (Juglandaceae). Sie wird der Sektion Apocarya zugeordnet. Die Erstbeschreibung erfolgte 1787 durch Friedrich Adam Julius von Wangenheim als Juglans cordiformis (Basionym). Die Art wurde 1869 durch Karl Heinrich Koch der Gattung Carya zugeordnet.
Carya cordiformis bildet mit Carya illinoinensis, Carya ovata und Carya laciniosa Hybride.

## Verwendung
Das harte und elastische, recht schwere Holz wird häufig verwendet, ist jedoch nicht sehr wertvoll. In Mitteleuropa wird sie aufgrund der schönen Herbstfärbung in Parks verwendet. Die Fox verwendeten Carya cordiformis medizinisch als harntreibendes und abführendes Mittel.
Aus den Samen wurde früher Lampenöl hergestellt. Da die Tannine der Bitternuss wasser-, aber nicht fettlöslich sind, ist das aus den Samen gepresste Öl nicht bitterschmeckend und für den Verzehr geeignet.